# 浩海达裕
浩海（？—1399年），全称札哈明安浩海达裕，是14世纪（中国明朝初期）蒙古汗国瓦剌绰罗斯部领袖，出身札哈明安（边境千户）的浩海达裕是蒙古大汗额勒伯克的太尉。
浩海达裕想要谋取丞相之位，称霸瓦剌诸部。1399年，额勒伯克在浩海达裕的建议下，霸占了美貌的儿媳豁阿哈屯，杀死了儿子哈尔古楚克。豁阿哈屯为夫报仇，通过计谋施展美人計，使大汗杀死了浩海达裕，额勒伯克汗命令苏尼特人札森太保将他的皮剥下送给豁阿哈屯。这个举动引起了瓦剌人的报复，大汗为了安抚浩海的儿子巴图拉，封他为丞相，但引发瓦剌首长乌格齐哈什哈不满，于是他攻杀了大汗，霸占了豁阿哈屯。